# Alatyrsky (huyện)
Huyện Alatyrsky (tiếng Nga: ? райо́н) là một huyện hành chính tự quản (raion), của Chuvashia, Nga. Huyện có diện tích 1940 km². Trung tâm của huyện đóng ở Alatyr.